# Bildstock Bieringer Weg (Oberkessach)

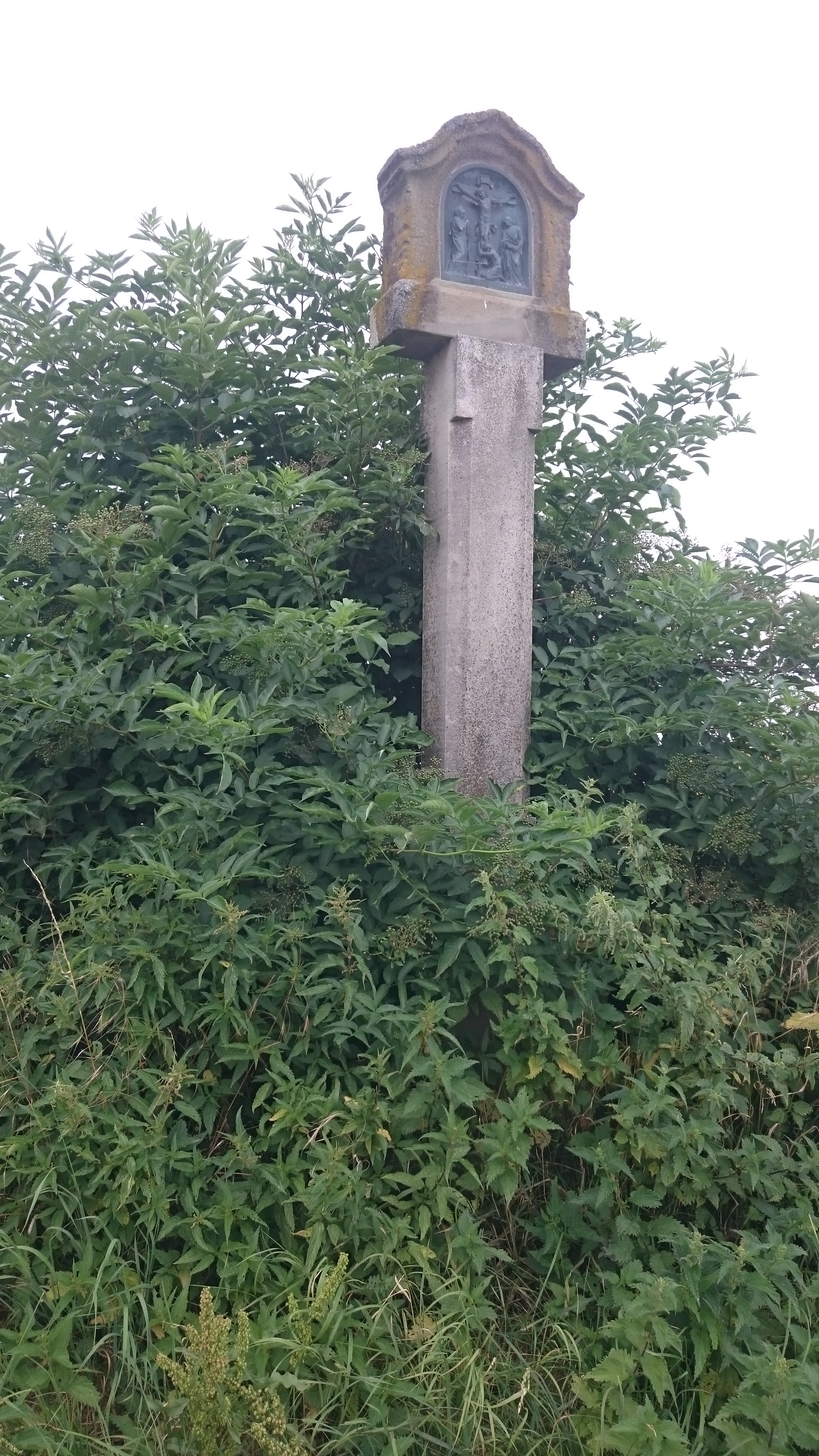
Bildstock in Oberkessach

Der Bildstock Bieringer Weg in Oberkessach, einem Ortsteil der Gemeinde Schöntal im baden-württembergischen Hohenlohekreis, steht an der Böschung der Landstraße 1046.
Der Bildstock (Bildstock Nr: 260020) besteht aus einem gestuften Sockel, einem Pfeilerschaft und einem Aufsatz mit Gussrelief mit der Darstellung Jesus am Kreuz, darunter sind Maria, der Apostel Johannes und Maria Magdalena zu sehen.

Die Inschrift lautet: 

„Gestiftet von CARL OTT geb. den 6. Januar 1824, gest. den 10. Dez. 1852.“